# 龐宏
龐 宏（ほう こう、生没年不詳）は、中国の三国時代の蜀漢の人物。字は巨師。父は龐統。叔父は龐林。
蜀漢末期に、正直と簡素な性格で人物批評をよく行っていたという。陳祗を見下していたらしく、それが原因で陳祗の反感を買ってしまったため、涪陵太守に左遷され、そのまま亡くなった。